# مات موراي (لاعب هوكي الجليد)
مات موراي (بالإنجليزية: Matt Murray)‏ (و. 1994  م) هو لاعب هوكي الجليد، من كندا، ولد في ثاندر باي، أونتاريو، يلعب كحارس مرمى ‏.

## روابط خارجية
- مات موراي على موقع دوري الهوكي الوطني (الإنجليزية)
- مات موراي على موقع EliteProspects.com (الإنجليزية)
- مات موراي على موقع Eurohockey.com (الإنجليزية)
- مات موراي على موقع HockeyDB.com (الإنجليزية)
- مات موراي على موقع Hockey-Reference.com (الإنجليزية)